# 老襯亭

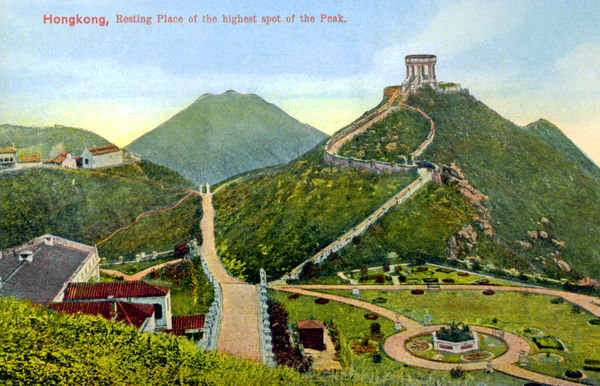
第一代山頂建築「鮑寧亭」，又名「山坳亭」

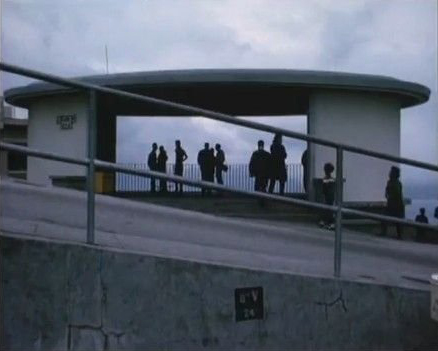
第二代山頂建築「老襯亭」

第三代山頂建築「爐峰塔」

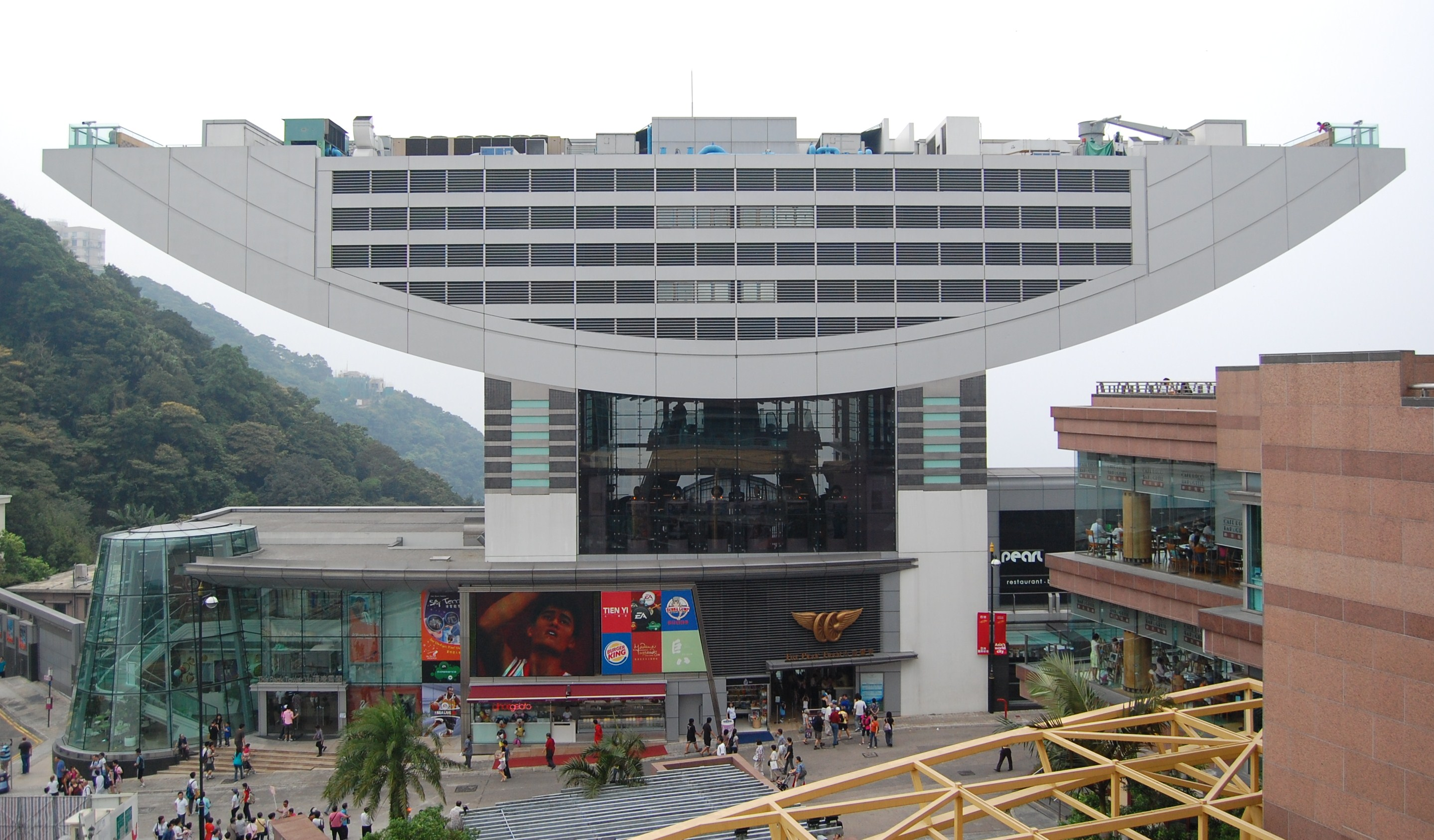
第四代山頂建築「凌霄閣」

老襯亭，原名鮑寧亭，是香港島扯旗山與歌賦山之間的爐峰峽上已拆卸的建築。「老襯亭」即今日「凌霄閣」前身的別稱，曾是山頂纜車的終點站。
坊間通常稱呼附近「老襯亭」一帶為「山頂」，不過其重建後的建築「爐峰塔」和「凌霄閣」其實都座落於太平山山脊的爐峰峽（即維多利亞峽）上，而非太平山頂峰之上。

## 歷史
最早期的老襯亭建於20世紀初，只是一個觀景亭（當地第一代建築），原名「鮑寧亭」，又名「山坳亭」，約於1900年啟用，其後於香港日治時期前後被毀。（一說於1940年已遭拆卸。）
其後於1940年代末起由香港大酒店建造的建築物，並作為山頂纜車山頂站的瞭望亭建築，為當地第二代建築，1955年5月開放。1950年代初，香港報章《新晚報》的編者黃兆均，曾在一則新聞評論中感嘆曰：「由太平山頂望落嚟，每日不知有幾多老襯！」（「從太平山頂俯瞰，每天均可見無數容易被人蒙蔽、佔便宜的蠢材！」）從此，此瞭望亭便有別稱「老襯亭」，更成為了一般香港市民指稱該亭的定名，甚至連市政局發布的官方消息也曾以「老襯亭」指稱。「老襯亭」後於1969年11月10日開始拆卸，至1971年清拆完畢。
1972年，「老襯亭」原址重建成商用及觀景建築「爐峰塔」（當地第三代建築），於8月29日正式開放，頂層設有西餐廳，餐廳下層為咖啡室，而底層則是中菜餐館。然而一般市民仍慣將「爐峰塔」稱呼為「老襯亭」。
隨著1990年代初香港旅遊業模式改變，山頂纜車於1989年8月現代化工程後首三年不斷有旅客投訴山頂站設備老化，身為山頂纜車有限公司的母公司香港上海大酒店也深受抨擊，連番召開股東會議。受輿論壓力及其他不明朗因素，1992年大酒店宣布爐峰塔於短期內重建，最終提早在1993年7月清拆，原址發展成今日的商用及觀景特色建築「凌霄閣」，此為當地第四代建築，在施工期間，纜車公司曾搭建臨時月台，確保服務不受影響。雖然改建後已經易名為「凌霄閣」，但部份老一輩的香港居民仍將「凌霄閣」稱呼為「老襯亭」。

## 設計

### 爐峰塔
爐峰塔由鍾華楠建築事務所設計，根據建築師鍾華楠先生本人指出，爐峰塔外型是彷照古城門與城樓，同樣可以監察海陸空交通。如果由市區仰望太平山，爐峰塔既看似個香爐又像個鼎，在中國傳統和廣東文化都有好的寓意：廣東人的「香爐躉」代表著子嗣繁衍，而中國古代周朝的「鼎」青銅器就代表權力和財富。另外其曲線運用、長橫向水平線條的設計屬摩登流線型建築。香港上海大酒店亦委約石漢瑞為其設計視覺識別系統，並把參考了爐峰塔建築形態的商標應用在海報、餐具、紀念品等。

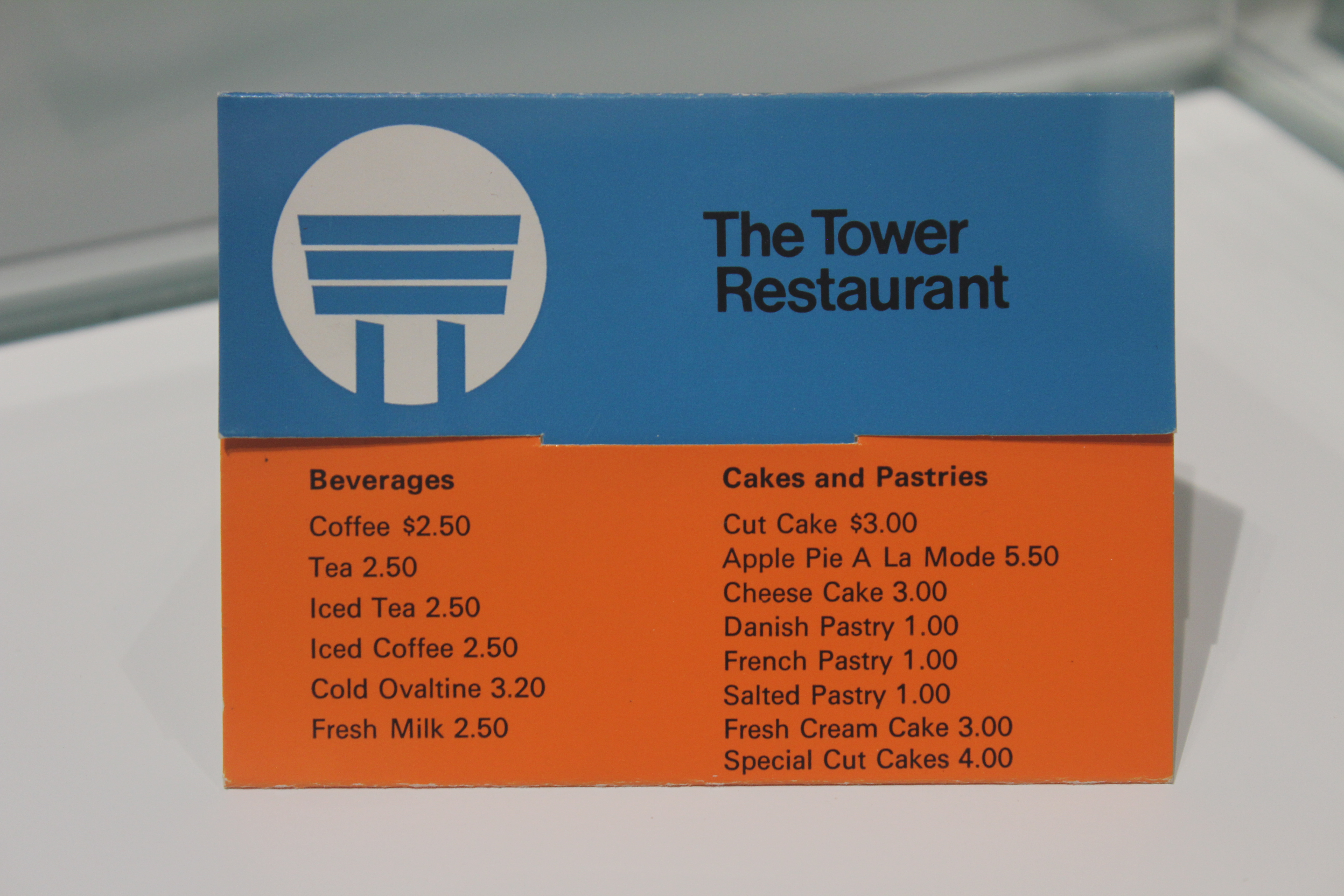
爐峰塔的視覺識別系統之應用例子

### 凌霄閣
凌霄閣的建築師是英國人 Terry Farrell，他指出升高的部分是成半圓形，是為了和香港其他柱形的的高樓大廈區分。建築的部分亦分為半圓形、中空部份和底下的正方形。半圓部分被用了全玻璃的中空部份托起，會看似飄浮的飛船部份。

## 「老襯亭」名稱由來
「老襯」在粵語中有容易受蒙蔽和佔便宜的愚笨之人的意思。老襯亭的名稱由來有幾個說法，用來解釋為甚麼這座建築被傳媒及市民稱為老襯亭。
1. 第一個說法是遊人很辛苦地登上太平山頂的這個觀光亭，只是為了一看風景，是很愚笨的行為。

1. 第二個說法是源自1950年代的俗語：「香港地老襯死唔晒」，「太平山顶望落去老衬数不尽」。遊人在亭內俯瞰太平山下的風光，可以見到不少愚笨的人（即「老襯」）。

1. 第三個說法是：老親（親家，「親家」的「親」粵音與「襯」相同），站在老襯亭縱目山下千家萬戶，找未來的老親，粵語被人「捃老親」（俗作「搵老襯」）即受騙的意思。

老襯亭的由來與報紙有關，《新晚報》的一位編者，在一新聞評論中感謂曰：「由太平山頂望落嚟，每日不知有幾多老襯！」從此，這瞭望台便被冠以「老襯亭」的「美名」。大公報記者張茅表示該名《新晚報》編者是他當年的上司黃兆均。
1974年，香港麗的電視藝員夏春秋曾演唱粵語流行曲《老襯亭》，歌詞內容乃圍繞「老襯亭」，該曲收錄於夏春秋與何雯妮的合輯《梁天來 電視劇原音聲帶》中。
值得一提的是，有部份中國大陸和台灣的人士會誤將老襯亭與山頂凌霄閣側，由獅子會捐款興建的中式設計觀景亭獅子亭混淆。

## 建築列表
- 第一代建築（鮑寧亭／山坳亭）：1900年代至1940年代
- 第二代建築（老襯亭）：1950年至1971年
- 第三代建築（爐峰塔）：1972年至1993年
- 第四代建築（凌霄閣）：1997年至今

## 外部連結
- 香港山頂：老襯亭前後之相冊 （页面存档备份，存于）
- 物有所值：太平山與老襯亭 （页面存档备份，存于），文匯報（2004年5月19日）
- 山頂纜車山頂總站設計模型及草圖 （页面存档备份，存于），國際保育組織 Docomomo（英语：Docomomo International）